# Pantalla para un debate
Pantalla para un debate es un espacio impulsado por la Tertulia Feminista Les Comadres en el marco del Festival Internacional de Cine de Gijón iniciado en 1997. Anualmente durante la celebración del festival amadrinan una película o documental con el objetivo de hacer visible a las mujeres en el cine: directoras, guionistas, actrices o realizadoras.

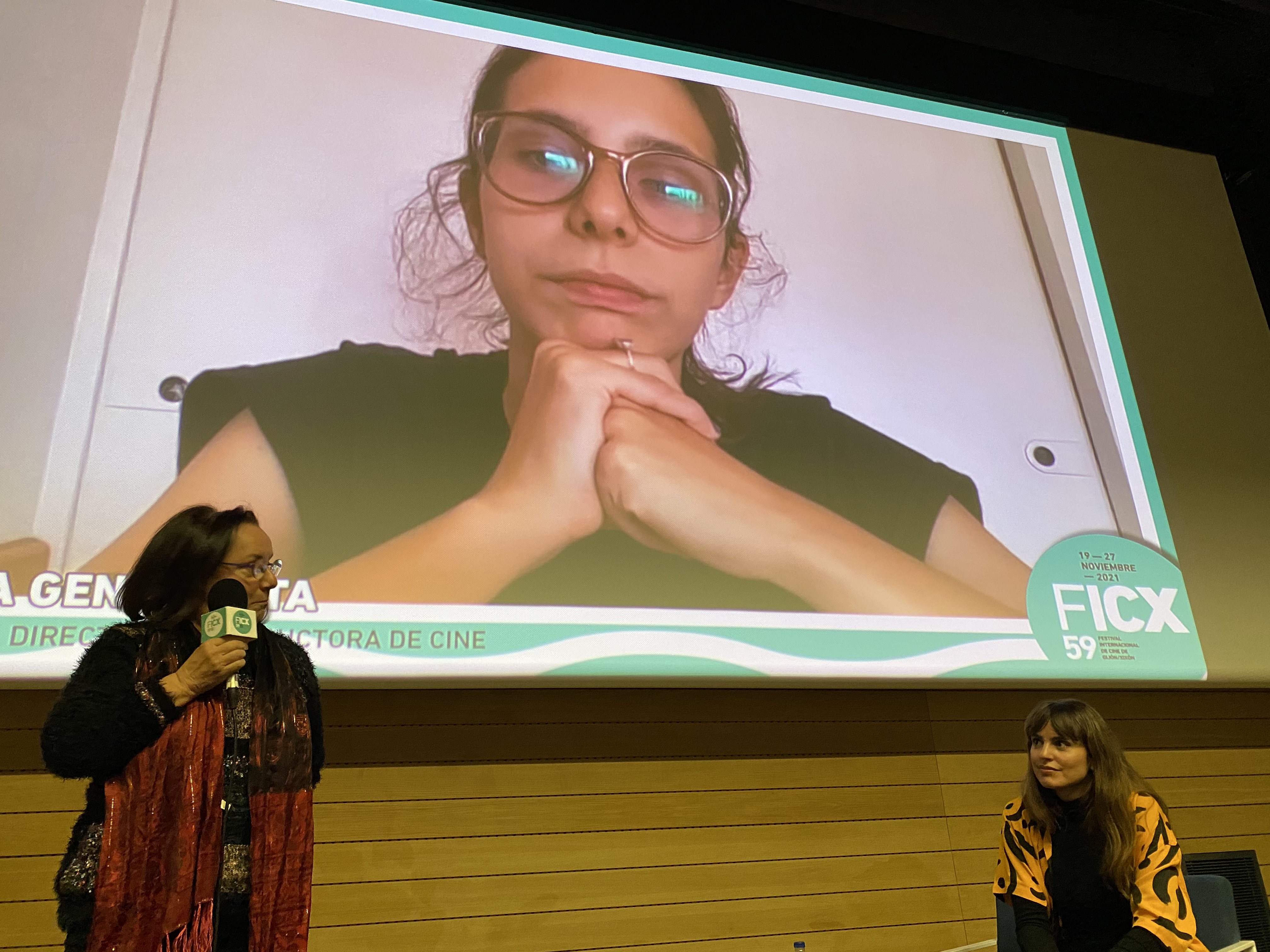
Pantalla para un debate 2021. Begoña Piñero presidenta de la Tertulia Feminista Les Comadres, presenta a Luciana Gentinetta con Algo se enciende y Verónica Echegui conTótem loba, en el FICX 59

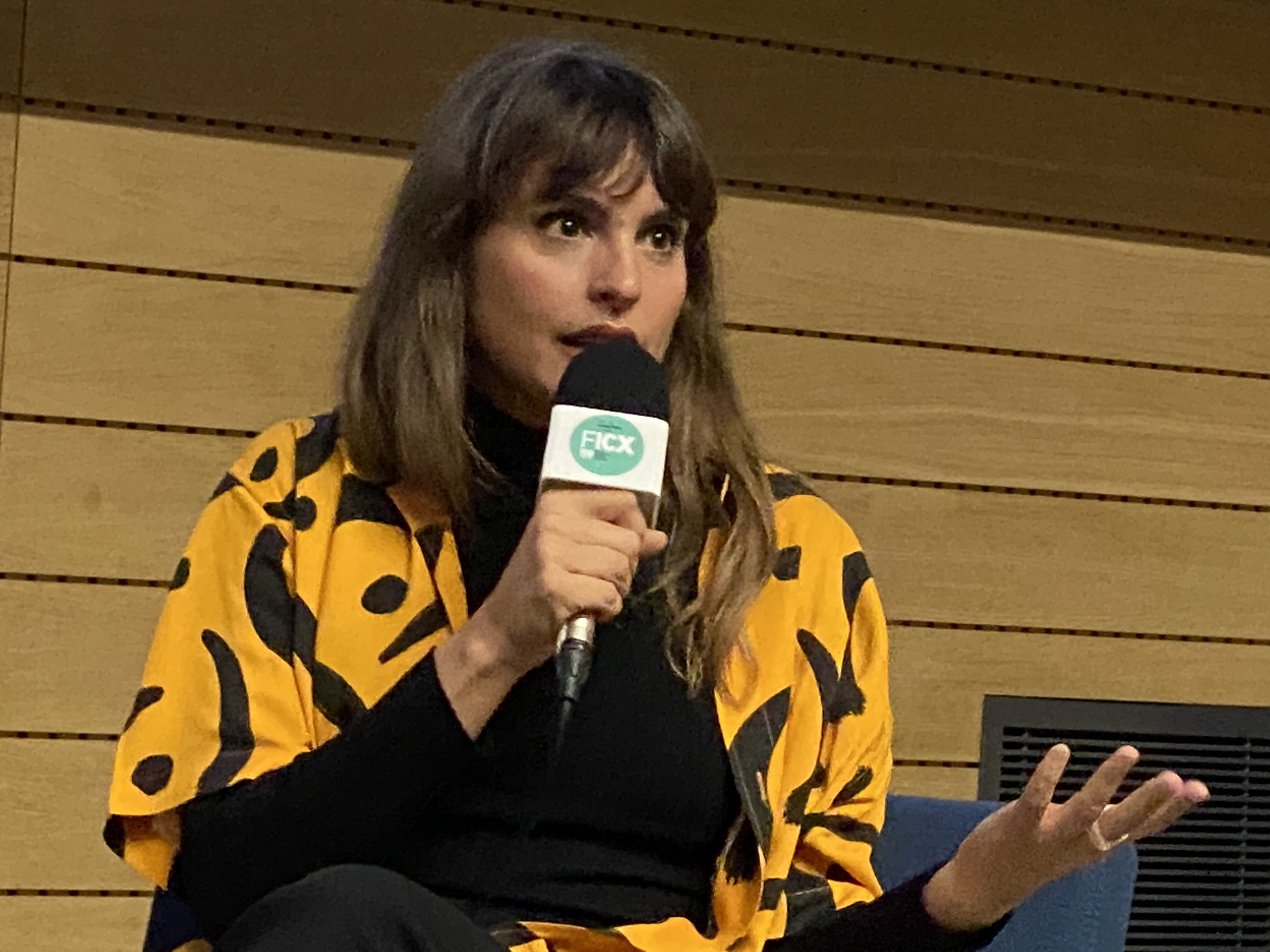
Verónica Echegui presenta su corto Tótem loba en Pantalla para un debate del Festival Internacional de Cine de Gijón 2021

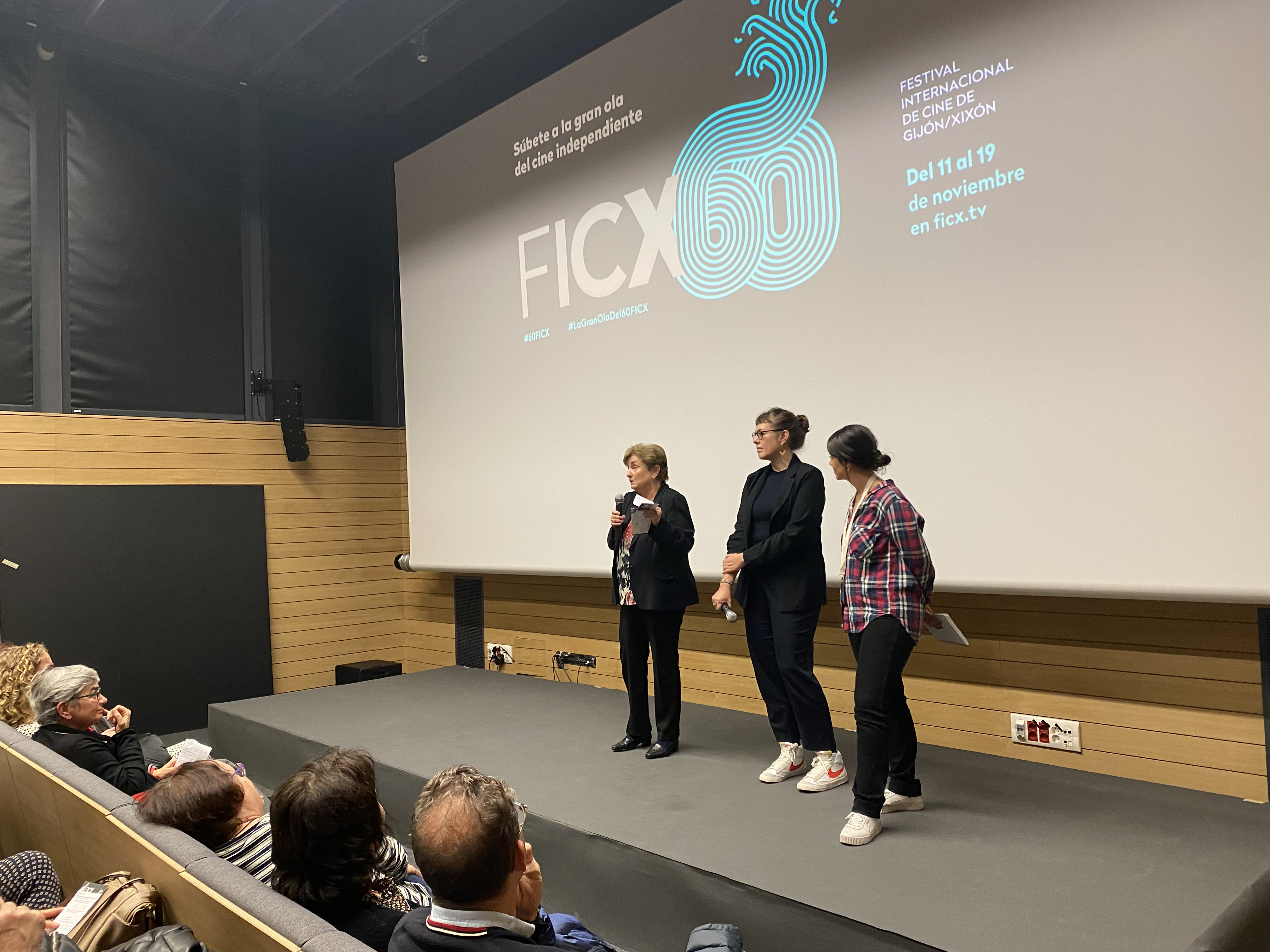
Pantalla para un debate 2022. Directora invitada Véronique Jadin con L'employée du mois en el FICX 60

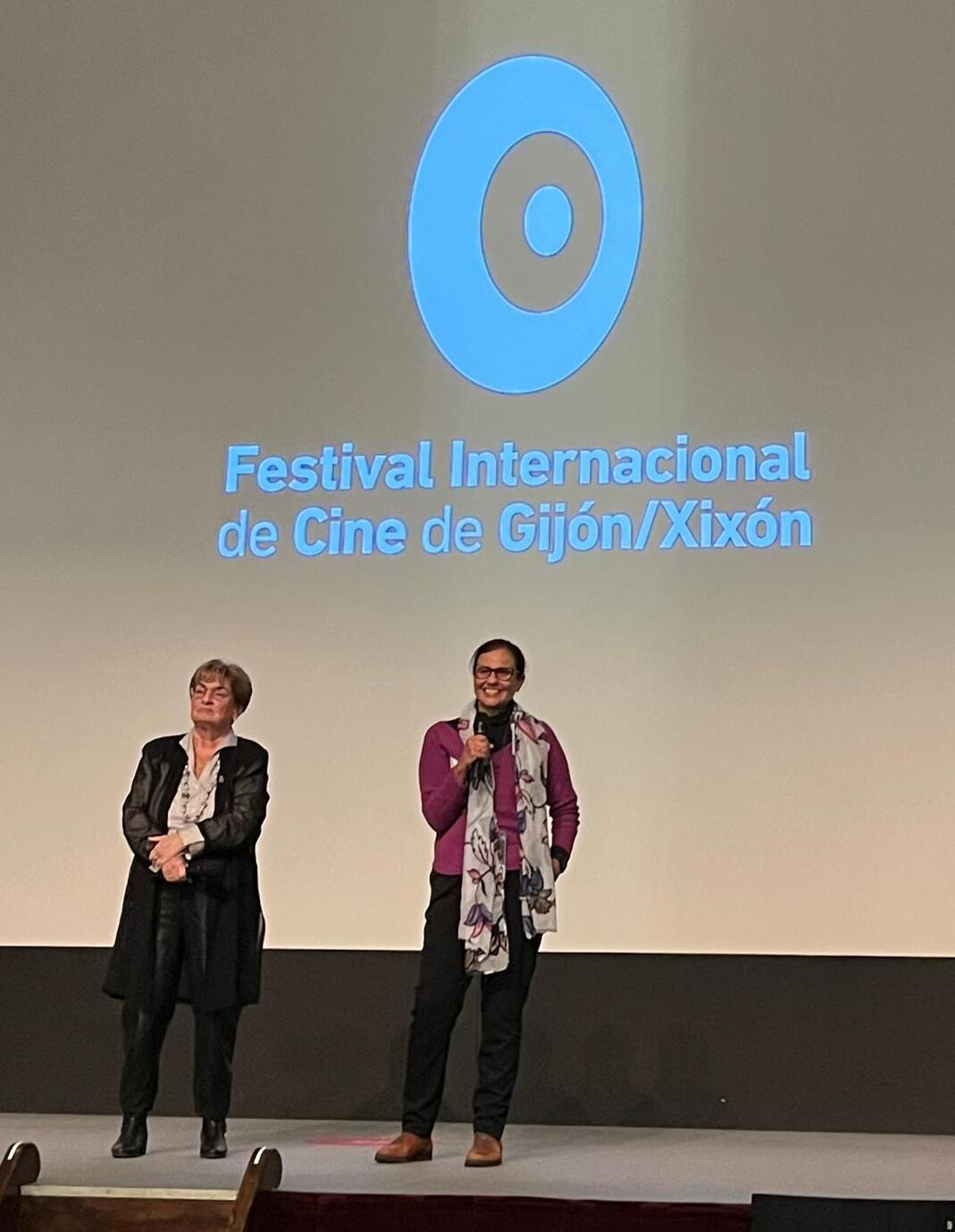
Carmen Veiga y Carmen Pérez Ríu. Presentación de "La contadora de películas" 2024 en el FICX62

| Año  | Película                               | Directora                     | Nacionalidad             |
| ---- | -------------------------------------- | ----------------------------- | ------------------------ |
| 1997 | Clockwatchers                          | Jill Sprecher                 | Estados Unidos           |
| 1998 | Engelchen                              | Helke Misselwitz              | Alemania                 |
| 1999 | A Map of the World (Mi mapa del mundo) | Scott Elliot                  | Estados Unidos           |
| 2000 | Yoyes                                  | Helena Taberna                | España                   |
| 2001 | El Círculo                             | Jafar Panahi                  | Irán                     |
| 2002 | Women's prison (Zendān-e Zanān)        | Manijeh Hekmat                | Irán                     |
| 2003 | Gala                                   | Silvia Munt                   | España                   |
| 2004 | Iris                                   | Rosa Vergés                   | España                   |
| 2005 | Oyun                                   | Pelin Esmer                   | Turquía                  |
| 2006 | Sister in law                          | Kim Longinotto Florence Ayisi | Reino Unido Camerún      |
| 2007 | Caramel                                | Nadine Labaki                 | Líbano Francia           |
| 2008 | Para que no me olvides                 | Patricia Ferreira             | España                   |
| 2009 | Louise Michel                          | Solveig Anspach               | Francia                  |
| 2010 | Pink Saris                             | Kim Longinotto                | Reino Unido              |
| 2011 | 17 filles                              | Delphine y Muriel Coulin      | Francia                  |
| 2012 | Family Meals                           | Dana Budisavljević            | Croacia                  |
| 2013 | Los insólitos peces gato               | Claudia Sainte-Luce           | México                   |
| 2014 | Je suis Femen                          | Alain Margot                  | Suiza                    |
| 2015 | Sonata para violoncelo                 | Anna Maria Bofarull           | España                   |
| 2016 | Excluidas del paraiso                  | Esther Pérez de Eulate        | España*                  |
| 2017 | Fire's daughters (Hijas del fuego)     | Stéphane Breton               | Francia                  |
| 2018 | Viaje al cuarto de una madre           | Celia Rico Clavellino         | España                   |
| 2019 | La hija de un ladrón                   | Belén Funes                   | España                   |
| 2020 | Volverte a ver                         | Carolina Corral Paredes       | México                   |
| 2021 | Maixabel                               | Iciar Bollaín                 | España                   |
| 2021 | Algo se enciende                       | Luciana Gentinetta            | Argentina                |
| 2021 | Tótem loba                             | Verónica Echegui              | España                   |
| 2022 | L'employée du mois                     | Véronique Jadin               | Bélgica                  |
| 2023 | Alma Mahler, la pasión                 | Dieter Berner                 | Austria                  |
| 2024 | La contadora de películas              | Lone Scherfig                 | España · Chile · Francia |